# Palatul Bernstorff

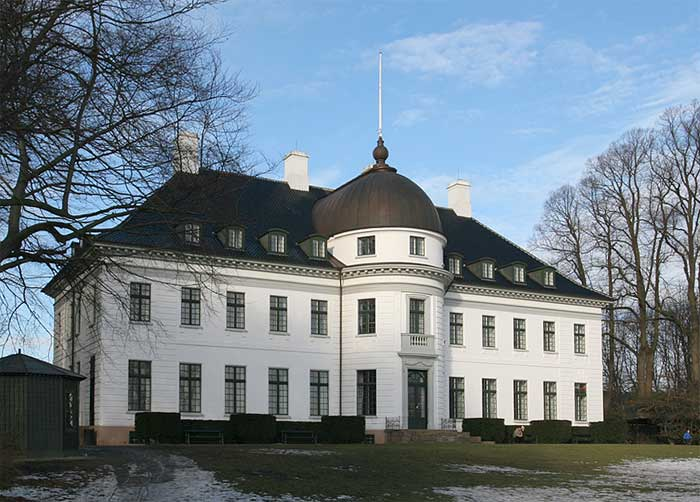
Platul Bernstorff

Palatul Bernstorff (daneză Bernstorff Slot situat în Gentofte, Copenhaga, Danemarca, a fost construit la mijlocul secolului al XVIII-lea pentru ministrul de externe Johann Hartwig Ernst, Conte von Bernstorff. A rămas în posesia familiei Bernstorff până în 1812. În 1842 a fost cumpărat de regele Christian al VIII-lea al Danemarcei. Timp de mulți ani a fost folosit ca reședință de vară de Christian al IX-lea până la moartea sa în 1906.

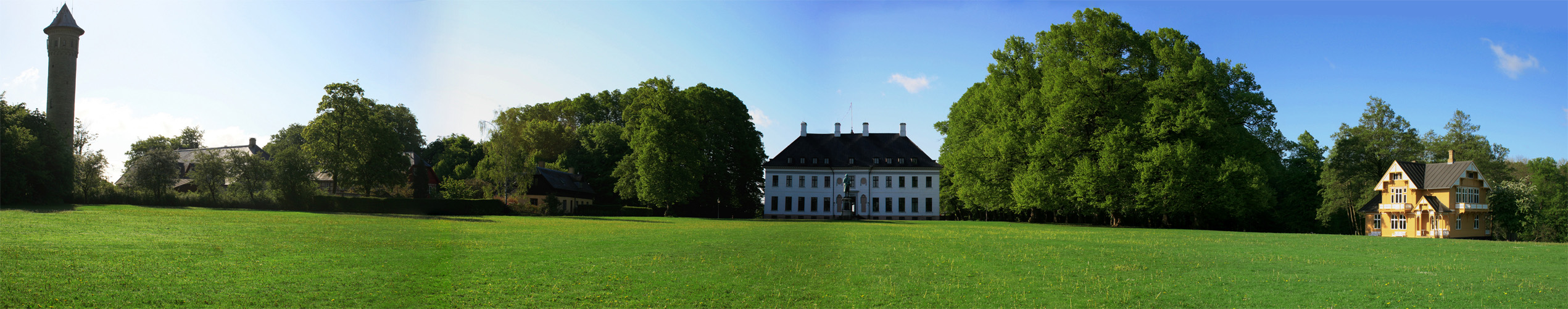
Grădina și palatul